# Asilus aethiops
Asilus aethiops là một loài ruồi trong họ Asilidae. Asilus aethiops được Pallas miêu tả năm 1771. Loài này phân bố ở vùng Cổ Bắc giới.